# 잭 쇼스택
잭 W. 쇼스택(영어: Jack W. Szostak, 1952년 11월 9일~, 영국 런던)은 맥길 대학교와 코넬 대학교를 졸업하고, 하버드 의대의 유전학교수로 재직중인 미국의 생물학자이다. 2009년 노벨 생리학·의학상을 수상하였다. 수상위는 텔로미어와 텔로머레이스의 연구로 잭 쇼스택외 2명에게 2009년 노벨 생리학·의학상을 수여했다.

## 학력
- 1964~1968년: 리버데일리 고등학교 (졸업)
- 1968~1972년: 맥길대학교 생물학과 (학사)
- 1972~1977년: 코넬 대학교 대학원 생화학과 (박사)

## 생애
쇼스택 박사는 캐나다에서 성장했으며, 맥길 대학교에서 과학사 학위 취득 후, 코넬 대학교에서 박사과정을 이수했다. 이후 하버드 의학대학원로 옮겨서 자신의 연구를 시작하게 되었다.